# Петерман, Август
Август Генрих Петерман (нем. August Heinrich Petermann; 18 апреля 1822 года, Блайхероде, — 25 сентября 1878 года, Гота) — немецкий картограф и географ, давший название Баренцеву морю в честь экспедиции Виллема Баренца.

## Биография
В 1839 году поступил в художественную школу Генриха Бергхауса в Потсдаме, чтобы выучиться на картографа. В 1845 году он переехал в Эдинбург, а в 1847 году обосновался в Лондоне.
В 1853 году ввёл термин «Баренцево море» в память о плаваниях голландского мореплавателя В. Баренца для обозначения части акватории Северного Ледовитого океана, которую в дореволюционной российской литературе и источниках, в отличие от Белого моря, почти нигде не упоминали. Вместо этого писали более общее: «Северный океан», «Ледовитый океан», «Северный Ледовитый океан» и даже в отдельных документах Морского министерства — «Мурманское море».
В 1854 году переехал в Готу, где через год основал специализированный журнал по географии Petermanns Geographische Mitteilungen.
23 и 24 июля 1865 года по инициативе Отто Фольгера и Августа Петермана во Франкфурте-на-Майне состоялось первое «Собрание немецких мастеров и друзей географии». На этой конференции Петерман впервые выдвинул гипотезу о «тёплом» северном полярном море и о существовании в Центральной Арктике суши, разделяющей Северный Ледовитый океан на две части. Две полярные экспедиции (в 1868 и 1869—1870 годах) под командованием капитана Карла Кольдевея, проведённые по поручению Петермана, не принесли результата.
В ходе Австро-Венгерской полярной экспедиции, когда была открыта Земля Франца-Иосифа, её участники дошли до крайней северной оконечности этого архипелага, которую назвали мысом Флигели. Ю. Пайер полагал, что к северу находится другая земля, которую он назвал Земля Петермана.
Петерман принимал участие в составлении большого числа важных атласов и карт.
Август Петерман покончил жизнь самоубийством в Готе 25 сентября 1878 года.

## Память
Именем Петермана названы три горных хребта в Вольтате в Антарктиде, горный хребет в Австралии, пик и ледник в Гренландии, а также кратер на Луне.